# Buddy Adler

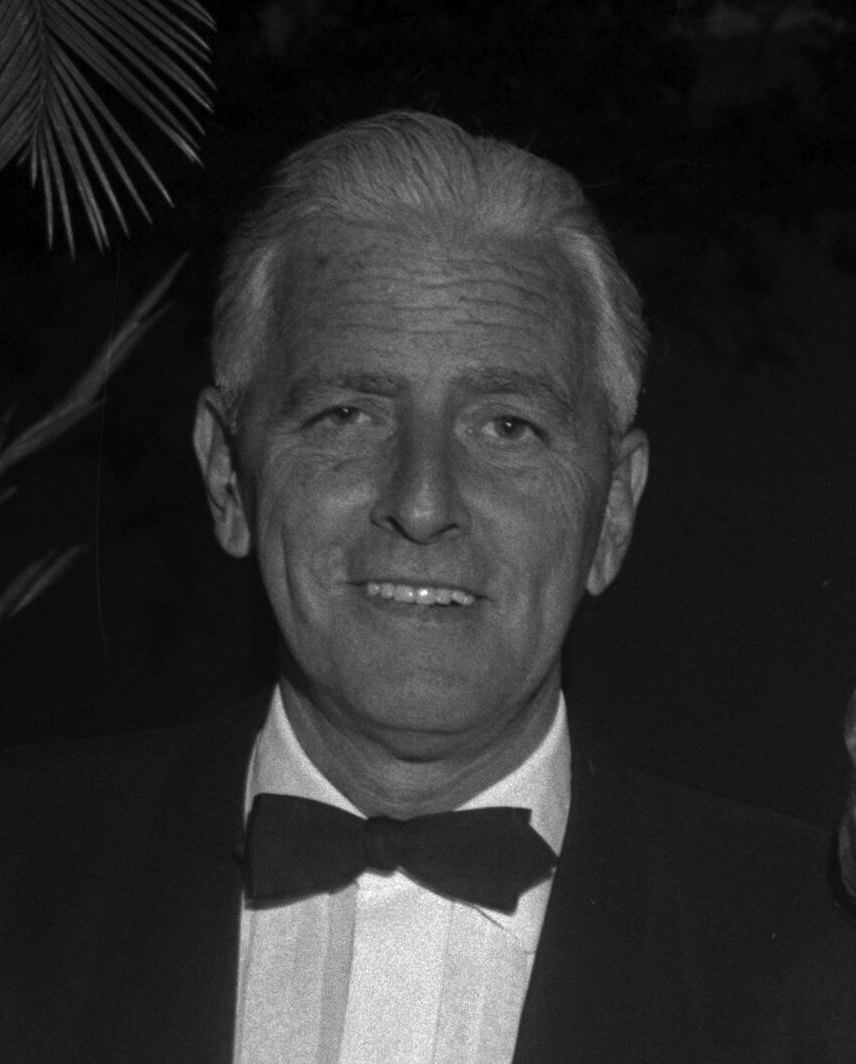
Buddy Adler (1958)

Buddy Adler (eigentlich: E. Maurice Adler; * 22. Juni 1906 in New York City, New York; † 12. Juli 1960 in Los Angeles, Kalifornien) war ein US-amerikanischer Filmproduzent und Drehbuchautor.

## Leben
Von 1938 bis 1943 schrieb Adler Drehbücher für eine Reihe von Kurzfilmen, darunter etwa George Sidneys dokumentarischer Kurzfilm Quicker’n a Wink, der mit dem Oscar prämiert wurde. 1948 begann Adlers Laufbahn als Produzent. Insgesamt 24 Spielfilme wurden von ihm produziert; zwei davon für den Oscar als bester Film nominiert. Für das starbesetzte Militärdrama Verdammt in alle Ewigkeit konnte er den Oscar 1954 gewinnen. Die zweite Nominierung ging an das Melodram Alle Herrlichkeit auf Erden (1955).
Adler war von 1940 bis zu seinem Tod mit der Filmschauspielerin Anita Louise verheiratet, die beiden hatten zwei Kinder. Er starb im Alter von 54 Jahren an Lungenkrebs. Sein Grab befindet sich im Forest Lawn Memorial Park im kalifornischen Glendale.

## Filmografie
- 1948: The Dark Past
- 1949: Flitterwochen mit Hindernissen (Tell It to the Judge)
- 1950: Die Männerfeindin (A Woman of Distinction)
- 1950: Mein Glück in deine Hände (No Sad Songs for Me)
- 1951: The Harlem Globetrotters
- 1951: Saturday’s Hero
- 1952: Paula (Paula)
- 1953: Dürstende Lippen (Last of the Comanches)
- 1953: Salome (Salome)
- 1953: Verdammt in alle Ewigkeit (From Here to Eternity)
- 1955: Sensation am Sonnabend (Violent Saturday)
- 1955: Treffpunkt Hongkong (Soldier of Fortune)
- 1955: Tokio-Story (House of Bamboo)
- 1955: Alle Herrlichkeit auf Erden (Love Is a Many Splendored Thing)
- 1955: Die linke Hand Gottes (The Left Hand of God)
- 1956: Meine Frau, der Leutnant (The Lieutenant Wore Skirts)
- 1956: Gefangene des Stroms (The Bottom of the Bottle)
- 1956: Bungalow der Frauen (The Revolt of Mamie Stover)
- 1956: Bus Stop (Bus Stop)
- 1956: Anastasia
- 1957: Der Seemann und die Nonne (Heaven knows, Mr. Allison)
- 1957: Giftiger Schnee (A Hatful of Rain)
- 1958: South Pacific
- 1958: Die Herberge zur 6. Glückseligkeit (The Inn of the Sixth Happiness)

## Auszeichnungen
- 1954: Oscar in der Kategorie Bester Film für Verdammt in alle Ewigkeit
- 1956: Nominierung für den Oscar in der Kategorie Bester Film für Alle Herrlichkeit auf Erden
- 1957: Irving G. Thalberg Memorial Award
- 1958: Cecil B. deMille Award
- 1958: Laurel Award als bester Produzent
- 1959: Laurel Award als bester Produzent
- 1960: Laurel Award als bester Produzent